# Educação ambiental

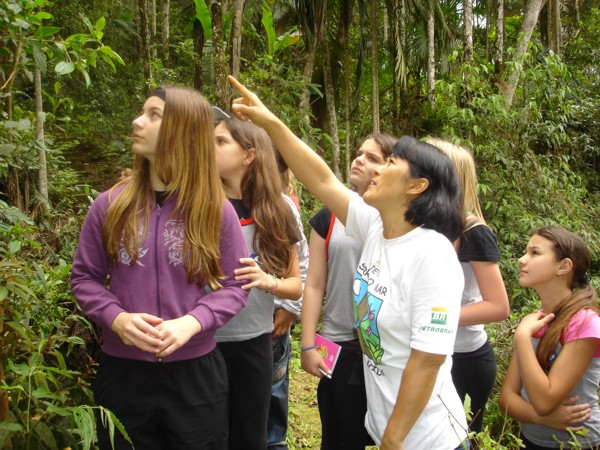
Atividade de educação ambiental em reserva da mata atlântica em Santa Catarina, no Brasil.

Educação ambiental é um processo de educação, responsável por formar indivíduos preocupados com os problemas ambientais e que busquem a conservação e preservação dos recursos naturais e a sustentabilidade, considerando a temática de forma holística, ou seja, abordando os seus aspectos econômicos, sociais, políticos, ecológicos e éticos. Dessa forma, ela não deve ser confundida com ecologia, sendo, esta, apenas um dos inúmeros aspectos relacionados à questão ambiental. Portanto, falar sobre Educação Ambiental é falar sobre educação acrescentando uma nova dimensão: a dimensão ambiental, contextualizada e adaptada à realidade interdisciplinar, vinculada aos temas ambientais e globais. 

## Vertentes
Atualmente existem duas principais vertentes da educação ambiental, a crítica e a conservadora.

### Educação ambiental conservadora
A educação ambiental conservadora é a vertente pioneira da educação ambiental. Tal modelo baseia-se no indivíduo  e acredita que o ato educativo é suficiente para gerar mudanças de comportamentos individuais para chegar a uma mudança global. Nessa vertente a ordem social vigente é não é criticada. O ser humano  é colocado como um ser genérico afastado da história e a degradação ambiental é um fruto da humanidade.

### Educação ambiental crítica
Essa vertente da educação ambientalista originou do desejo de transformação a partir da crise socioambiental e visa um trabalho com atividades educativas de forma transversal e construtivistas.
Nessa perspectiva os indivíduos são capazes de atuar de forma crítica se reconhecendo como parte do ambiente em que vivem, dessa forma conseguem pensar em soluções para os problemas e dar importância aos mesmos.
Os autores que discutem essa vertente defendem a possibilidade de criação de um vínculo pessoal de interesse sobre o tema ambiental a partir do momento que os estudantes sejam capazes de percebê-lo na prática e em seus cotidianos. Isso contribui para a formação global do sujeito crítico porque começando da percepção pessoal pode-se ampliar o pensamento fomentando análises e discussões externas, além de contar com métodos de ensino que fogem das bases de memorização “vazias”.

## Descrição
A ciência moderna teve origem no Século XVII por Descartes e fundou-se na racionalidade de caráter formal e instrumental (Moraes, 1997). Trata-se de um paradigma de conhecimento que parte da contraposição entre indivíduo e natureza, homem e mundo, regido por uma lógica dual/binária da vida. O ato de conhecer pressupõe a submissão da realidade a um esquema de simplificação imposto pelo sujeito. Ou seja, fala-se de uma racionalidade que ignora a complexidade própria do real. A despeito de ter obtido importante progresso no âmbito educacional, ela não conseguiu resolver outros problemas da existência humana como a liberdade, a dignidade humana, o respeito à diversidade e a realização da promessa de vida feliz e sem sofrimento para todos.
A educação ambiental crítica tenta despertar, em todos, a consciência de que o ser humano é parte do meio ambiente, tentando superar a visão antropocêntrica, que fez com que o homem se sentisse sempre o centro de tudo, esquecendo a importância da natureza, da qual é parte integrante. Desde muito cedo na história humana, para sobreviver em sociedade, todos os indivíduos precisavam conhecer seu ambiente. O início da  civilização coincidiu com o início do uso do fogo e de outros instrumentos para modificar o ambiente. Com os avanços tecnológicos, esquecemos que nossa dependência da natureza continua.[carece de fontes?]
Os problemas causados pelo crescimento populacional, urbanização, industrialização, desmatamento, erosão, poluição atmosférica, aquecimento global, destruição da camada de ozônio, dentre outros, obrigaram o mundo a refletir sobre a necessidade de impulsionar a educação ambiental. O cenário é muito preocupante e deve ser levado a sério, pois as consequências vão atingir a todos, sem distinção.
Na Conferência de Estocolmo, realizada em 1972, a comunidade internacional se reuniu para discutir a preservação e melhoria do ambiente humano, destacando, na recomendação 96, a importância estratégica da educação ambiental. A partir do documento gerado nessa conferência, esse tema foi incluído de forma oficial nas discussões dos organismos internacionais.
Muitos países já possuem leis que regulamentam a educação ambiental. No Brasil, a Política Nacional de Educação Ambiental (PNEA) foi proposta em 27 de abril de 1999, pela Lei nº 9 795. Essa lei, em seu Art. 2.º afirma:

A educação ambiental é um componente essencial e permanente da educação nacional, devendo estar presente, de forma articulada, em todos os níveis e modalidades do processo educativo, em caráter formal e não formal.
De acordo com os fundamentos da educação ambiental e da PNEA, a educação ambiental deve ser abordada de forma interdisciplinar, abrangendo todas as áreas do conhecimento, não devendo se restringir a uma disciplina específica no currículo. Apenas nos cursos de pós-graduação, extensão e nas áreas voltadas ao aspecto metodológico da educação ambiental é que é facultada a criação de disciplina específica, se for necessário. Os Parâmetros Curriculares Nacionais - PCN - sugerem que o tema "meio ambiente" seja de cunho transversal.
O conceito de Educação Ambiental varia de interpretações, de acordo com cada contexto, conforme a influência e vivência de cada um.
Deve ocorrer como um processo pedagógico participativo permanente para incutir uma consciência crítica sobre a problemática ambiental, estendendo à sociedade a capacidade de captar a gênese e a evolução de problemas ambientais. Não deve ficar restrita a ações pontuais, apenas em datas comemorativas.
No Brasil, a educação ambiental assume uma perspectiva mais abrangente, não restringindo seu olhar à proteção e uso sustentável de recursos naturais, mas incorporando, fortemente, a proposta de construção de sociedades sustentáveis.
É uma metodologia de análise que surge a partir do crescente interesse do ser humano em assuntos como o ambiente devido às grandes catástrofes naturais que têm assolado o mundo nas últimas décadas.
A educação ambiental é a ação educativa permanente pela qual a comunidade educativa têm a tomada de consciência de sua realidade global, do tipo de relações que os seres humanos estabelecem entre si e com a natureza, dos problemas derivados de ditas relações e suas causas profundas. Ela desenvolve, mediante uma prática que vincula o educando com a comunidade, valores e atitudes que promovem um comportamento dirigido a transformação superadora dessa realidade, tanto em seus aspectos naturais como sociais, desenvolvendo no educando as habilidades e atitudes necessárias para dita transformação.
A educação ambiental é um processo de reconhecimento de valores e clarificações de conceitos, objetivando o desenvolvimento das habilidades e modificando as atitudes em relação ao meio, para entender e apreciar as inter-relações entre os seres humanos, suas culturas e seus meios biofísicos. A educação ambiental também está relacionada com a prática das tomadas de decisões e a ética que conduzem para a melhora da qualidade de vida.
Entendem-se por educação ambiental os processos por meio dos quais o indivíduo e a coletividade constroem valores sociais, conhecimentos, habilidades, atitudes e competências voltadas para a conservação do meio ambiente, bem de uso comum do povo, essencial à sadia qualidade de vida e sua sustentabilidade.
Aquele que pratica a educação ambiental no âmbito de ensino é conhecido como "educador ambiental" e não precisa, necessariamente, ser um professor. Por ser uma área interdisciplinar pode e deve estar presente nos espaços formais e não formais. Qualquer indivíduo da sociedade pode se tornar um educador ambiental desde que desenvolva um trabalho nessa área. Entre os profissionais que trabalham com educação ambiental encontra-se o biólogo, como mostra a Resolução CFBio nº 227/2010, que dispõe sobre a regulamentação das atividades profissionais e as áreas de atuação do biólogo, em meio ambiente e biodiversidade.
A educação ambiental tem sido apontada com uma poderosa alternativas às leis e à fiscalização.

## História
A educação ambiental é uma abordagem educacional que busca problematizar e conscientizar as pessoas sobre a importância da preservação e conservação do meio ambiente, tem-se os primeiros registros de preocupação ambiental datados na década de 60. Onde no ano de 1962, o livro The Silent Spring (A Primavera Silenciosa) da autora Rachel Carson, abordava sobre os problemas do uso do Diclorodifeniltricloroetano (DDT), um poderoso pesticida.
A I Conferência das Nações Unidas para o meio ambiente e desenvolvimento (1972) marca um processo de criação de profissionais e pessoas pelo mundo com uma visão voltada as discussões do meio ambiente e seus afins, como sustentabilidade. A partir da Conferência de Estocolmo, a educação ambiental se contextualiza.
Em 1975, a Organização das Nações Unidas para a Educação, a Ciência e a Cultura (UNESCO) promoveu, em Belgrado (Iugoslávia), o Encontro Internacional de Educação Ambiental, criando o Programa Internacional de Educação Ambiental – PIEA, que apresenta um conjunto de princípios e diretrizes para o desenvolvimento da área.
Logo em seguida, em 1977, aconteceu a Primeira Conferência Intergovernamental de Educação Ambiental, em Tbilisi (Rússia), organizada pela UNESCO com a colaboração do Programa das Nações Unidas para o Meio Ambiente (PNUMA), que gerou um documento onde constam os objetivos, funções, estratégias, características, princípios e recomendações da educação ambiental, que servem como base para a prática dos educadores ambientais no mundo inteiro até os dias atuais.
Em 1992, na cidade do Rio de Janeiro, aconteceu a Conferência sobre o Meio Ambiente e Desenvolvimento (Rio-92) para avaliar a situação ambiental do mundo e as mudanças ocorridas desde a Conferência de Estocolmo. De forma paralela a esse evento, ocorreu a 1ª Jornada Internacional de Educação Ambiental, que gerou três documentos que são referência para a prática de educação ambiental: Agenda 21, Carta Brasileira para a Educação Ambiental e o Tratado de Educação Ambiental para Sociedades Sustentáveis e Responsabilidade Global
Em 2012, foi publicado, na III Conferência Brasileira de Gestão Ambiental, o estudo "Educação Ambiental Virtual", elaborado pelos gestores ambientais Cássio Bergamasco e Virgínia Lages. Tal estudo abordou a aplicação da educação ambiental no ambiente virtual; evidenciou a viabilidade financeira de projetos semelhantes; e demonstrou o alto nível de engajamento social em relação às temáticas ambientais cotidianas.
Em 2021, a partir da adoção da Declaração de Berlim sobre Educação para o Desenvolvimento Sustentável (EDS), a UNESCO promulgou que a educação ambiental deve ser um componente curricular central nos sistemas de educação em todos os níveis em seus estados-membros até o ano de 2025.
Em 2024, o governo brasileiro sancionou a Lei 14.926, com origem no PL 6.230/2023, modificando a Política Nacional de Educação Ambiental para incluir como objetivos da educação ambiental em âmbito nacional o trabalho dos temas mudanças do clima e proteção da biodiversidade. As novas diretrizes para a educação básica entram em vigor a partir do ano letivo de 2025.